# Morizécourt
Morizécourt est une commune française située dans le département des Vosges, en région Grand Est.

## Géographie

### Localisation
Village entouré par les communes de Serécourt, Frain et Saint-Julien. 
| Martigny-les-Bains |             | Frain      |
| Lamarche           | Morizécourt |            |
|                    | Serécourt   | Tignécourt |

### Géologie et relief
Espaces naturels :
- 2 espaces protégés Natura 2000.
- 2 zones naturelles d'intérêt écologique, faunistique et floristique (Znieff).

### Sismicité
La commune est située en zone sismique faible,.

### Hydrographie et les eaux souterraines
Hydrogéologie et climatologie : Système d’information pour la gestion des eaux souterraines du bassin Rhin-Meuse :
Territoire communal : Occupation du sol (Corinne Land Cover); Cours d'eau (BD Carthage),
Géologie : Carte géologique; Coupes géologiques et techniques,
 Hydrogéologie : Masses d'eau souterraine; BD Lisa; Cartes piézométriques.

#### Réseau hydrographique
La commune est située pour partie dans le bassin versant de la Meuse au sein du bassin Rhin-Meuse et pour partie dans le bassin versant de la Saône au sein du bassin Rhône-Méditerranée-Corse. Elle est drainée par le ruisseau de Deuilly, le ruisseau de la Chèvre et le ruisseau de l'Etang de Chalandray,.

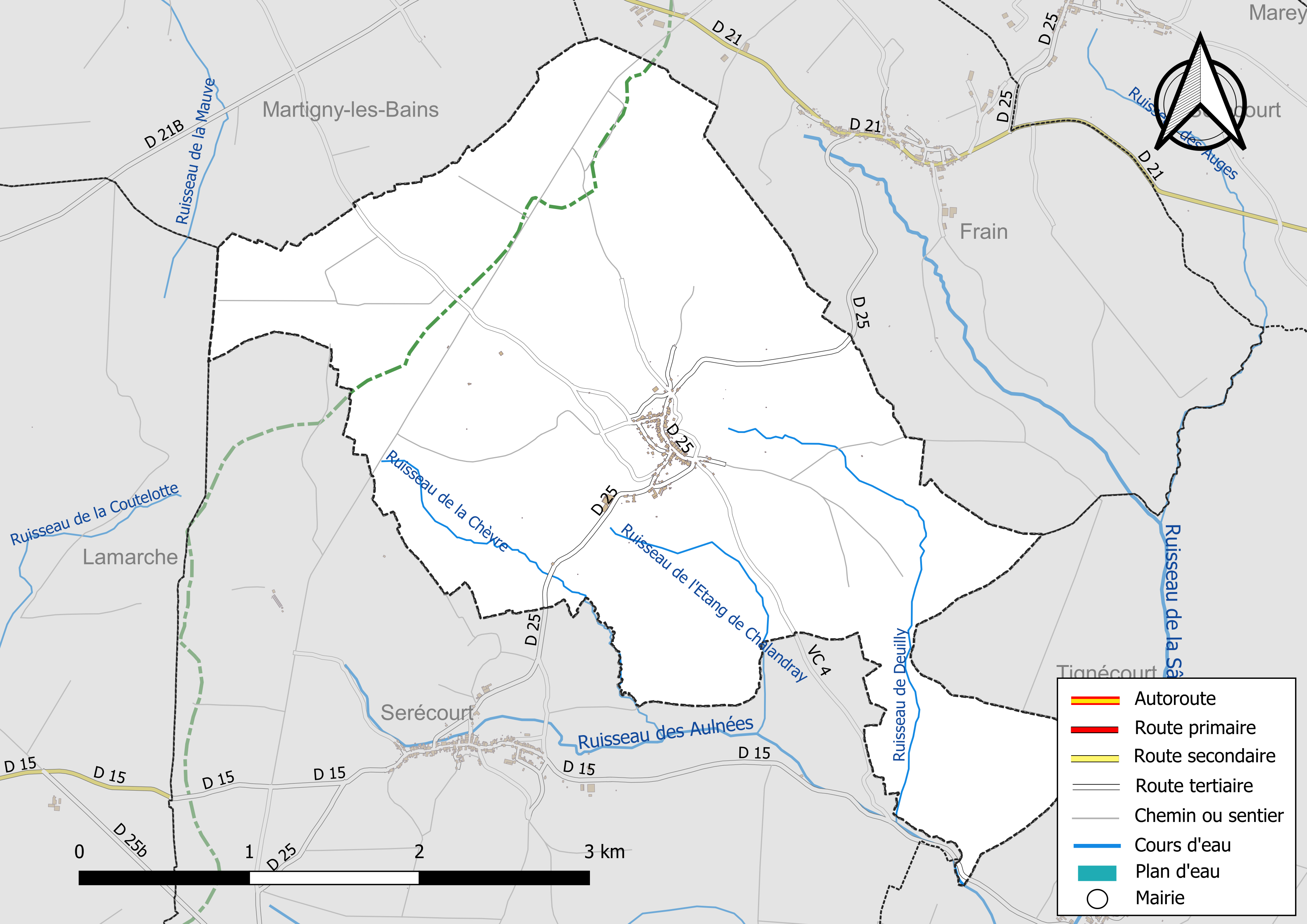
Réseaux hydrographique et routier de Morizécourt.

#### Gestion et qualité des eaux
Le territoire communal est couvert par le schéma d'aménagement et de gestion des eaux (SAGE) « Nappe des Grès du Trias Inférieur ». Ce document de planification, dont le territoire comprend le périmètre de la zone de répartition des eaux de la nappe des Grès du trias inférieur (GTI), d'une superficie de 1 497 km2,  est en cours d'élaboration. L’objectif poursuivi est de stabiliser les niveaux piézométriques de la nappe des GTI et atteindre l'équilibre entre les prélèvements et la capacité de recharge de la nappe. Il doit être cohérent avec les objectifs de qualité définis dans les SDAGE Rhin-Meuse et Rhône-Méditerranée. La structure porteuse de l'élaboration et de la mise en œuvre est le conseil départemental des Vosges.
La qualité des eaux de baignade et des cours d’eau peut être consultée sur un site dédié géré par les agences de l’eau et l’Agence française pour la biodiversité.

### Climat
Pour des articles plus généraux, voir Climat du Grand Est et  Climat des Vosges.
En 2010, le climat de la commune est de type climat de montagne, selon une étude du Centre national de la recherche scientifique s'appuyant sur une série de données couvrant la période 1971-2000. En 2020, Météo-France publie une typologie des climats de la France métropolitaine dans laquelle la commune est exposée à un climat océanique altéré et est dans la région climatique  Lorraine, plateau de Langres, Morvan, caractérisée par un hiver rude (1,5 °C), des vents modérés et des brouillards fréquents en automne et hiver. 
Pour la période 1971-2000, la température annuelle moyenne est de 9,8 °C, avec une amplitude thermique annuelle de 17,2 °C. Le cumul annuel moyen de précipitations est de 1 061 mm, avec 13,7 jours de précipitations en janvier et 9,5 jours en juillet. Pour la période 1991-2020, la température moyenne annuelle observée sur la station météorologique de Météo-France la plus proche, « Lignéville », sur la commune de Lignéville à 13 km à vol d'oiseau, est de 10,3 °C et le cumul annuel moyen de précipitations est de 856,3 mm. 
La température maximale relevée sur cette station est de 38,7 °C, atteinte le 25 juillet 2019 ; la température minimale est de −17,5 °C, atteinte le 20 décembre 2009,,. 
Les paramètres climatiques de la commune ont été estimés pour le milieu du siècle (2041-2070) selon différents scénarios d'émission de gaz à effet de serre à partir des nouvelles projections climatiques de référence DRIAS-2020. Ils sont consultables sur un site dédié publié par Météo-France en novembre 2022.

## Urbanisme

### Typologie
Au 1er janvier 2024, Morizécourt est catégorisée commune rurale à habitat dispersé, selon la nouvelle grille communale de densité à sept niveaux définie par l'Insee en 2022.
Elle est située hors unité urbaine. Par ailleurs la commune fait partie de l'aire d'attraction de Vittel - Contrexéville, dont elle est une commune de la couronne,. Cette aire, qui regroupe 72 communes, est catégorisée dans les aires de moins de 50 000 habitants,.

### Occupation des sols
L'occupation des sols de la commune, telle qu'elle ressort de la base de données européenne d’occupation biophysique des sols Corine Land Cover (CLC), est marquée par l'importance des territoires agricoles (61,6 % en 2018), en diminution par rapport à 1990 (63,7 %). La répartition détaillée en 2018 est la suivante : 
prairies (37,5 %), forêts (35,9 %), terres arables (16 %), zones agricoles hétérogènes (8,2 %), zones urbanisées (2,5 %). L'évolution de l’occupation des sols de la commune et de ses infrastructures peut être observée sur les différentes représentations cartographiques du territoire : la carte de Cassini (XVIIIe siècle), la carte d'état-major (1820-1866) et les cartes ou photos aériennes de l'IGN pour la période actuelle (1950 à aujourd'hui).

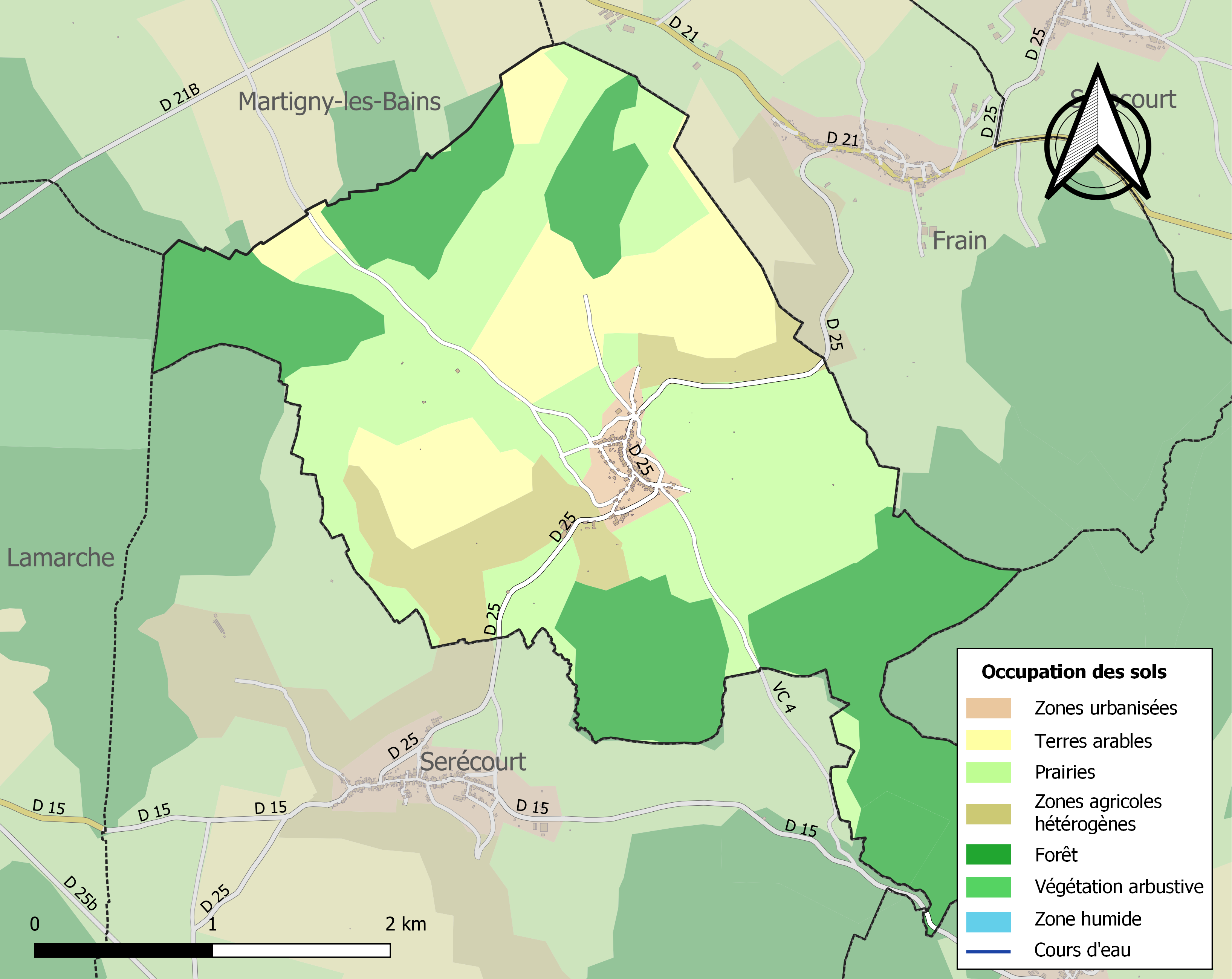
Carte des infrastructures et de l'occupation des sols de la commune en 2018 (CLC).

### Voies de communications et transports

#### Voies routières
La commune est à 2,4 km de Serécourt et 3,3 de Frain par la D 25.

#### Transports en commun
- Fluo Grand Est

### Intercommunalité
Commune membre de la Communauté de communes des Vosges côté Sud-Ouest.

## Toponymie
Le nom de la localité est attesté sous les formes Ecclesiam Malisei curtis (1044) ; Melezeicort (1285) ; Molexecourt (1312) ; Mallizecourt (1468) ; Malesaincourt prez de la Marche (1520) ; Malzecourt (1532) ; Maurizirecourt (vers 1600) ; Morizecourt (1606) ; Morizecour (1656) ; Maurizécourt (1751).

Morizécourt viendrait de Maurisil curia et non Malise curtis d’où l’on a traduit le nom de saint Maurice patron de la paroisse (1875).

## Histoire
Autrefois nommé Malzécourt (Malsei Curtis en 1044 dans le titre de confirmation du prieuré de Deuilly).

## Politique et administration
| Période                                  | Période                       | Identité                         | Étiquette | Qualité        |
| ---------------------------------------- | ----------------------------- | -------------------------------- | --------- | -------------- |
| Les données manquantes sont à compléter. |                               |                                  |           |                |
| 1980                                     | novembre 2007                 | Jean-Louis Marchal               |           | Démissionnaire |
| décembre 2007                            | 2020                          | Laurent Destrignéville (1963-)   |           |                |
| 2020                                     | En cours (au 14 juillet 2023) | Alexandre Destrignéville (1986-) |           |                |

### Budget et fiscalité 2022

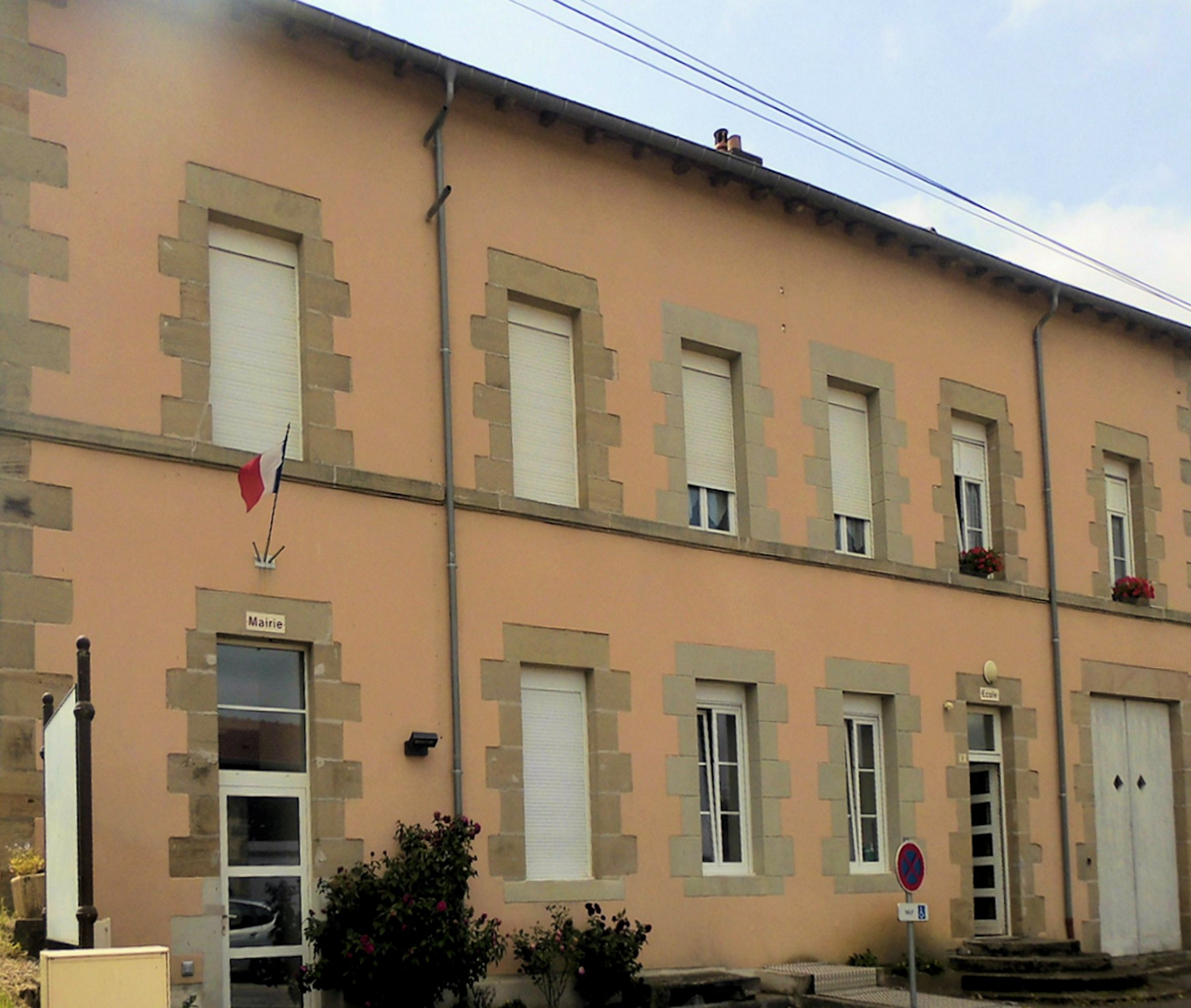
La mairie-école.

En 2022, le budget de la commune était constitué ainsi :
- total des produits de fonctionnement : 149 000 €, soit 1 416 € par habitant ;
- total des charges de fonctionnement : 98 000 €, soit 929 € par habitant ;
- total des ressources d'investissement : 27 000 €, soit 257 € par habitant ;
- total des emplois d'investissement : 18 000 €, soit 174 € par habitant ;
- endettement : 37 000 €, soit 354 € par habitant.

Avec les taux de fiscalité suivants :
- taxe d'habitation : 10,05% ;
- taxe foncière sur les propriétés bâties : 32,02 % ;
- taxe foncière sur les propriétés non bâties : 5,52 % ;
- taxe additionnelle à la taxe foncière sur les propriétés non bâties : 0,00 % ;
- cotisation foncière des entreprises : 0,00 %.

Chiffres clés Revenus et pauvreté des ménages en 2021 : médiane en 2021 du revenu disponible, par unité de consommation : 24 680 €.

## Économie

### Entreprises et commerces

#### Agriculture
- Élevage de chevaux et d'autres équidés.
- Élevage d'autres bovins et de buffles.

#### Tourisme
- Hébergements et restauration à Monthureux-sur-Saône, Contrexéville, Bulgnéville, Bourbonne-les-Bains, Vittel.

#### Commerces
- Commerces et services de proximité.

## Population et société

### Démographie

#### Évolution démographique
L'évolution du nombre d'habitants est connue à travers les recensements de la population effectués dans la commune depuis 1793. Pour les communes de moins de 10 000 habitants, une enquête de recensement portant sur toute la population est réalisée tous les cinq ans, les populations de référence des années intermédiaires étant quant à elles estimées par interpolation ou extrapolation. Pour la commune, le premier recensement exhaustif entrant dans le cadre du nouveau dispositif a été réalisé en 2004.

En 2022, la commune comptait 94 habitants, en évolution de −13,76 % par rapport à 2016 (Vosges : −2,96 %, France hors Mayotte : +2,11 %).
| 1793 | 1800 | 1806 | 1821 | 1831 | 1836 | 1841 | 1846 | 1856 |
| ---- | ---- | ---- | ---- | ---- | ---- | ---- | ---- | ---- |
| 513  | 572  | 526  | 512  | 543  | 561  | 570  | 563  | 468  |

| 1861 | 1866 | 1876 | 1881 | 1886 | 1891 | 1896 | 1901 | 1906 |
| ---- | ---- | ---- | ---- | ---- | ---- | ---- | ---- | ---- |
| 440  | 442  | 389  | 359  | 358  | 351  | 325  | 329  | 312  |

| 1911 | 1921 | 1926 | 1931 | 1936 | 1946 | 1954 | 1962 | 1968 |
| ---- | ---- | ---- | ---- | ---- | ---- | ---- | ---- | ---- |
| 274  | 232  | 235  | 244  | 233  | 205  | 183  | 177  | 169  |

| 1975 | 1982 | 1990 | 1999 | 2004 | 2006 | 2009 | 2014 | 2019 |
| ---- | ---- | ---- | ---- | ---- | ---- | ---- | ---- | ---- |
| 160  | 150  | 150  | 141  | 133  | 131  | 125  | 114  | 101  |

| 2022 | - | - | - | - | - | - | - | - |
| ---- | - | - | - | - | - | - | - | - |
| 94   | - | - | - | - | - | - | - | - |

### Enseignement
Établissements d'enseignements :
- Écoles maternelles et primaires à Martigny-les-Bains, Lamarche, Isches, Viviers-le-Gras, Dombrot-le-Sec.
- Collèges à Martigny-les-Bains, Lamarche, Monthureux-sur-Saône, Contrexéville, Bourbonne-les-Bains.
- Lycées à Contrexéville, Mandres-sur-Vair.

### Santé
Professionnels et établissements de santé : 
- Médecins à Martigny-les-Bains, Lamarche, Mont-lès-Lamarche, Monthureux-sur-Saône, Contrexéville.
- Pharmacies à Martigny-les-Bains, Lamarche, Monthureux-sur-Saône, Contrexéville.
- Hôpitaux à Lamarche, Vittel, Ville-sur-Illon.

### Cultes
- Culte catholique, Paroisse Bienheureux-Jean-Baptiste-Menestrel[29], Diocèse de Saint-Dié.

## Culture locale et patrimoine

### Lieux et monuments

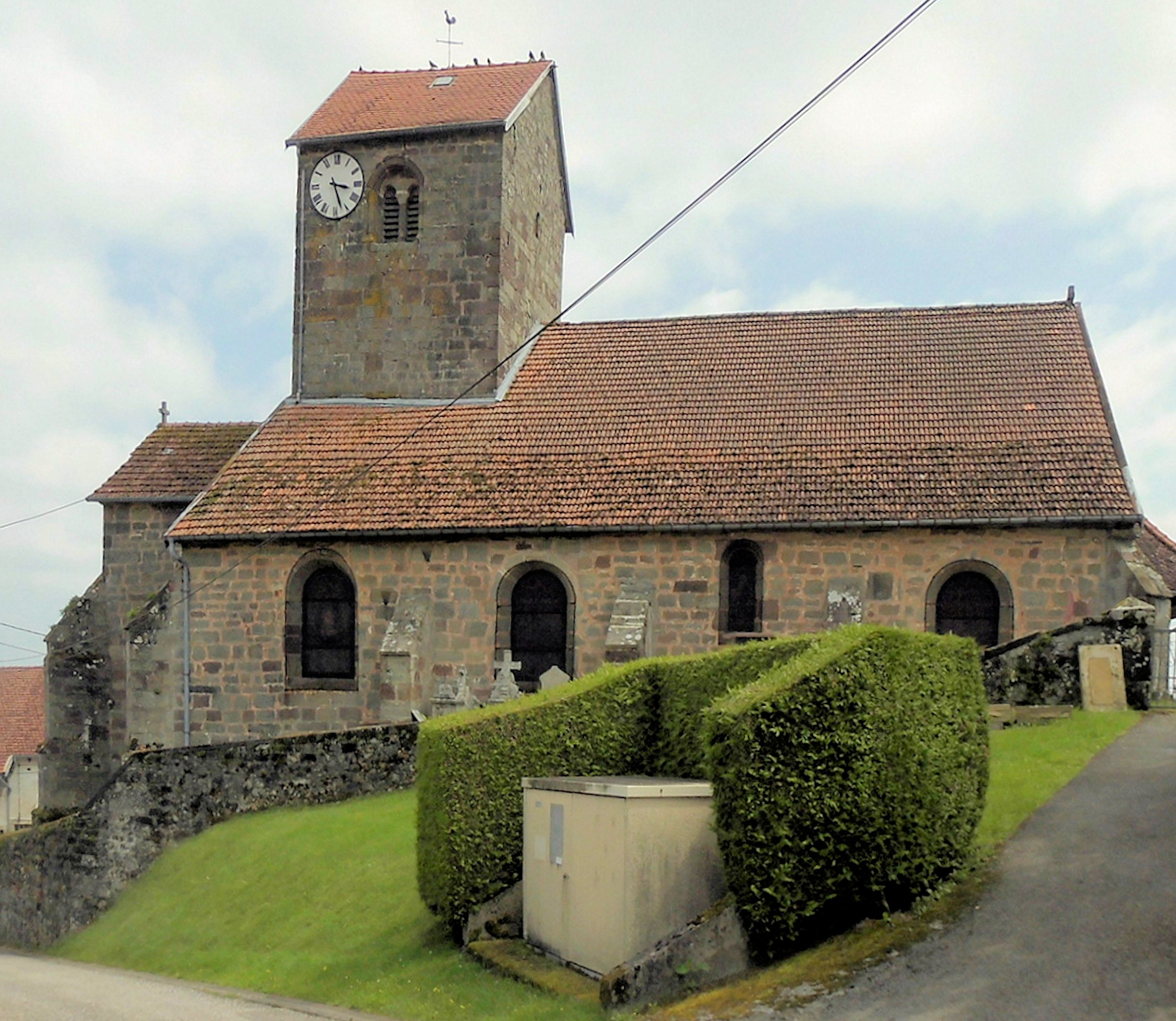
Église Saint-Maurice.
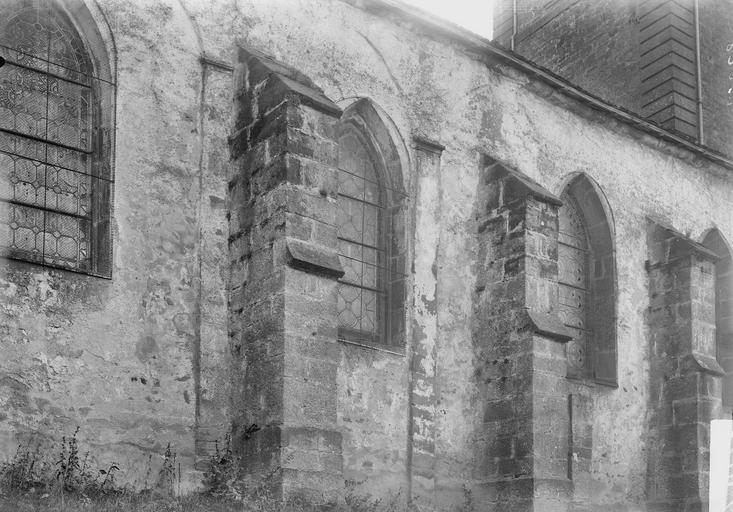
Ensemble sud-ouest de l'église en 1914[30].
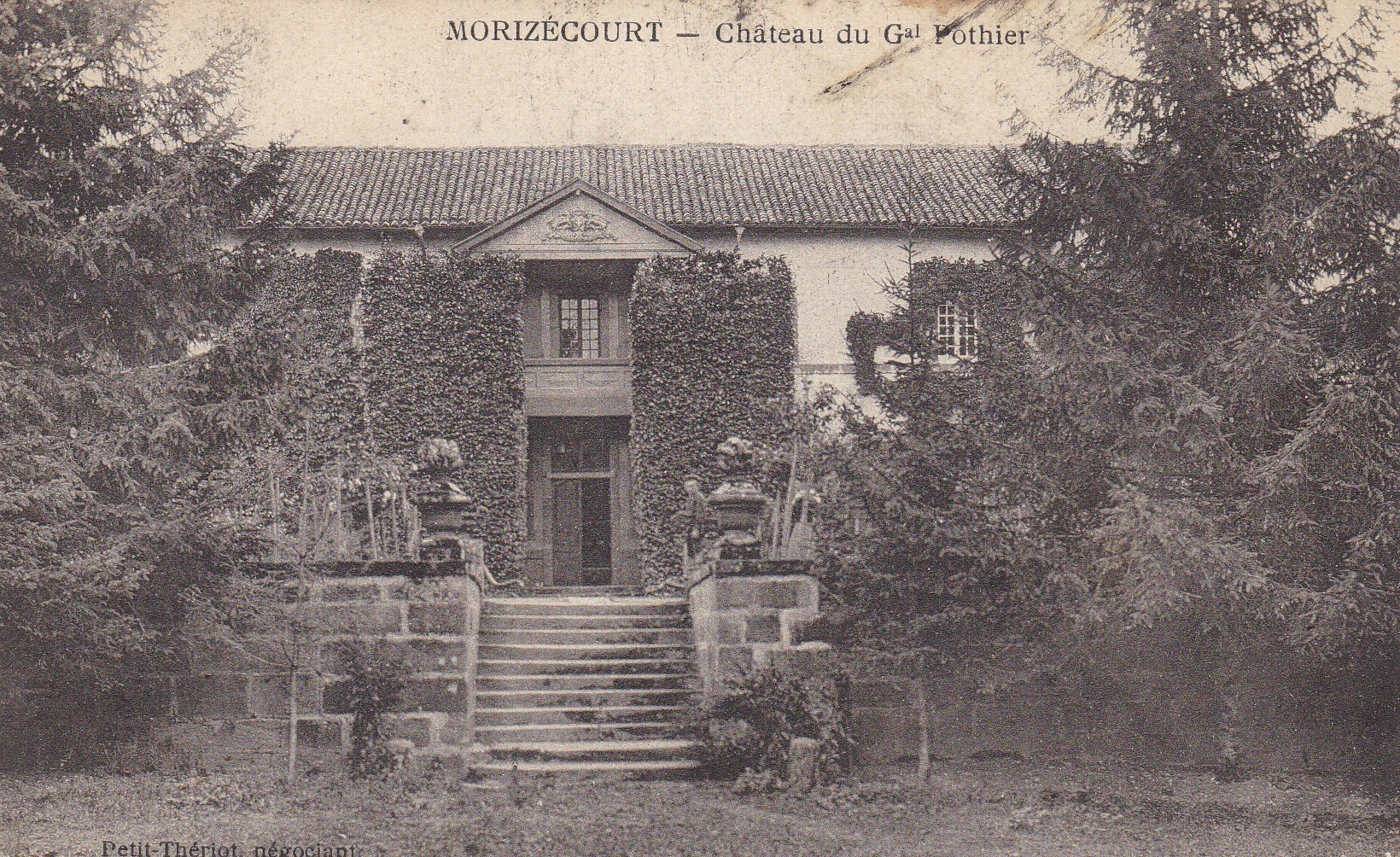
Ancien Prieuré.
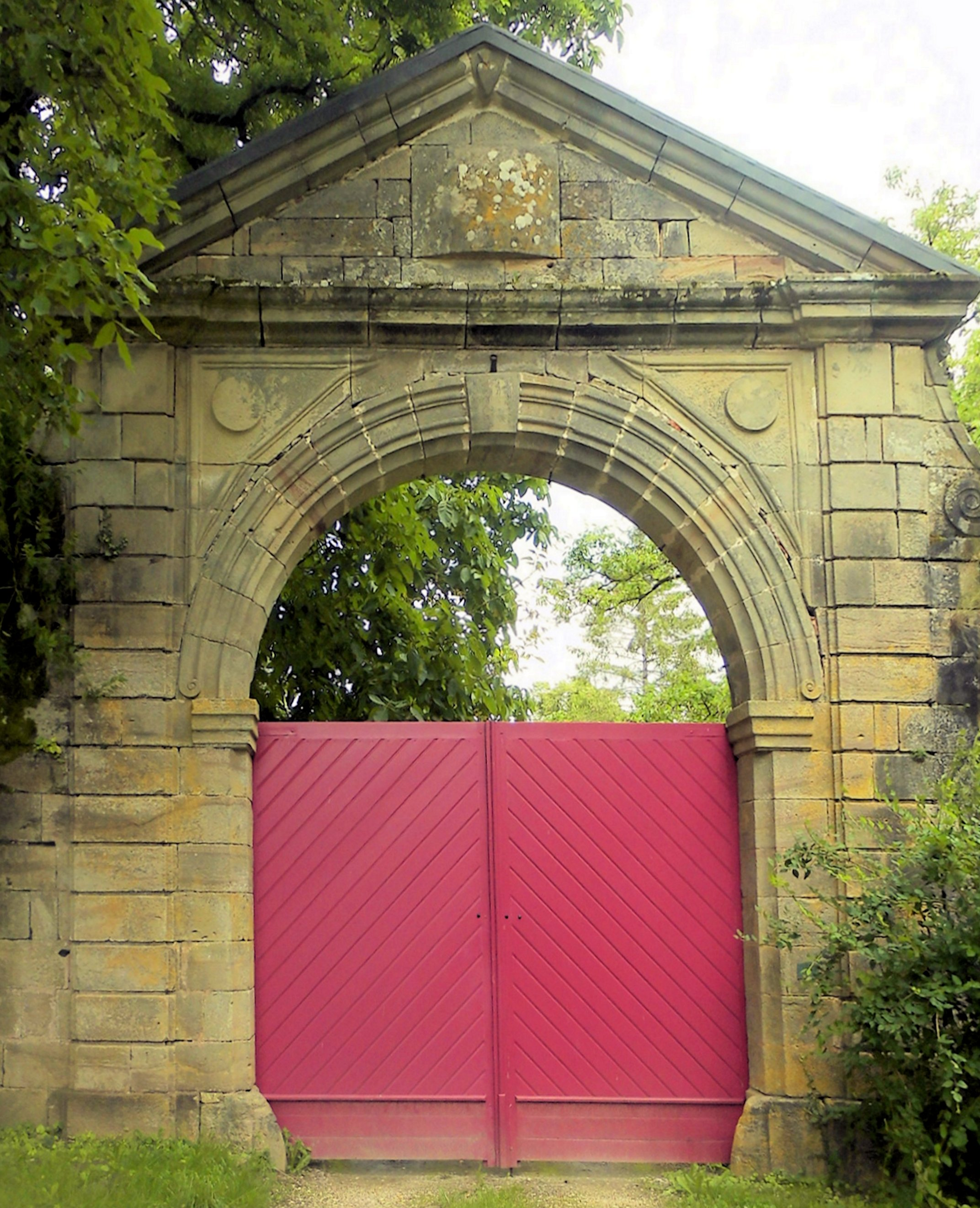
Portail de l'ancien Prieuré[31].

L'église Saint-Maurice :
Bas-côtés et chœur roman (XIIe siècle).
Voûtes des nefs et absides, gothique flamboyant (XVe siècle).
Le vitrail du chœur, saint Maurice devant ses juges, est posé en 1895. Cette église a été presque entièrement reconstruite au XVe siècle ou au commencement du XVIe. Son clocher, qui s'élève sur une travée entre la nef et le choeur actuels, mais qui devait former l'ancien choeur, appartient seul à l'époque romane, selon Georges Durand. C'est une belle construction en grès, d'un appareil un peu irrégulier, mais assez soigné.
Le château de Deuilly :
Avec son antique donjon, il fut démoli à trois reprises. D'abord par les Suédois, ensuite par les pillards qui s'ajoutaient à la confusion des temps ; enfin les plaintes des malheureux habitants parvinrent aux oreilles de Louis XIII qui prescrit de détruire les anciennes forteresses féodales, repaires des brigands et des pillards. C'est ainsi que la définitive œuvre de destruction du château de Deuilly commença en février 1636. 
On rasa plus de 200 forteresses de la même manière à cette époque de la guerre de Trente Ans. Il est probable qu’en faisant démolir des châteaux, Richelieu avait surtout pour but de châtier les gentilshommes qui en étaient propriétaires et dont l’énergie et le patriotisme l’avaient irrité.
Le prieuré de Deuilly :
Le couvent des bénédictins élevé primitivement en 1044 au pied de la forteresse de Deuilly de et par le duc de Bar Gauthier et sa femme Odile, fut doté magnifiquement et remis à l’abbé de Saint-Epvre de Toul.
Le prieuré fut démoli une première fois en 1467 par Pierre du Châtelet qui craignait de voir les Bourguignons s’y installer puis, en 1562, Olry du Châtelet, qui s'était converti au protestantisme, agrandit sa demeure.
En 1625, les bénédictins recommencèrent à rebâtir leur couvent qui porta alors le nom de prieuré Saint-Georges de Deuilly. En 1713, la vaste propriété fut entourée de mur et une chapelle y fut ajoutée. Un moine très pénitent pour se punir s’enferma dans la cave pendant treize ans.
Pendant la Seconde Guerre mondiale, les séminaristes de Saint-Dié sont venus se réfugier à Morizécourt. La chapelle du prieuré possède un vitrail représentant saint Georges de Deuilly terrassant le dragon, ce vitrail est d’origine. Il ne reste aujourd’hui que le bâtiment principal avec la belle porte d’entrée qui sont inscrits au titre des monuments historiques par arrêté du 16 août 1976.
Le patrimoine architectural rural :
Une enquête thématique régionale (architecture rurale de Lorraine : Vôge méridionale) a été réalisée par le service régional de l'inventaire.

### Sacrilège
En 1575, les habitants de Morizécourt, au bailliage de La Marche, allèrent en procession au-devant d'un nommé Blaisot, sous prétexte que c'était un prophète.

### Personnalités liées à la commune
- Voir Liste des féodaux de Deuilly.
- Les médaillés de Sainte-Hélène[38].
- Auguste Félix Lorrain, né le 12 mars 1844 à Morizécourt[39], maréchal des logis d'artillerie à Vaucouleurs (Meuse), Chevalier dans l'Ordre national du Mérite.

### Héraldique
| Blason | Blasonnement : Burelé d'or et de sable de huit pièces à la crosse abbatiale de gueules brochant sur le tout. Commentaires : Le burelé appartient à la famille Deuilly, jadis propriétaire du lieu, et la crosse représente le prieuré bénédictin. |

## Pour approfondir